# ウルグアイ・ラウンド

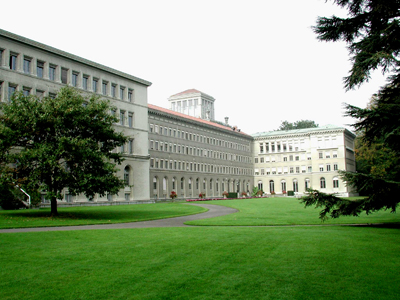
WTO本部（旧GATT本部） - ウルグアイラウンドによってGATTはWTOに改組された

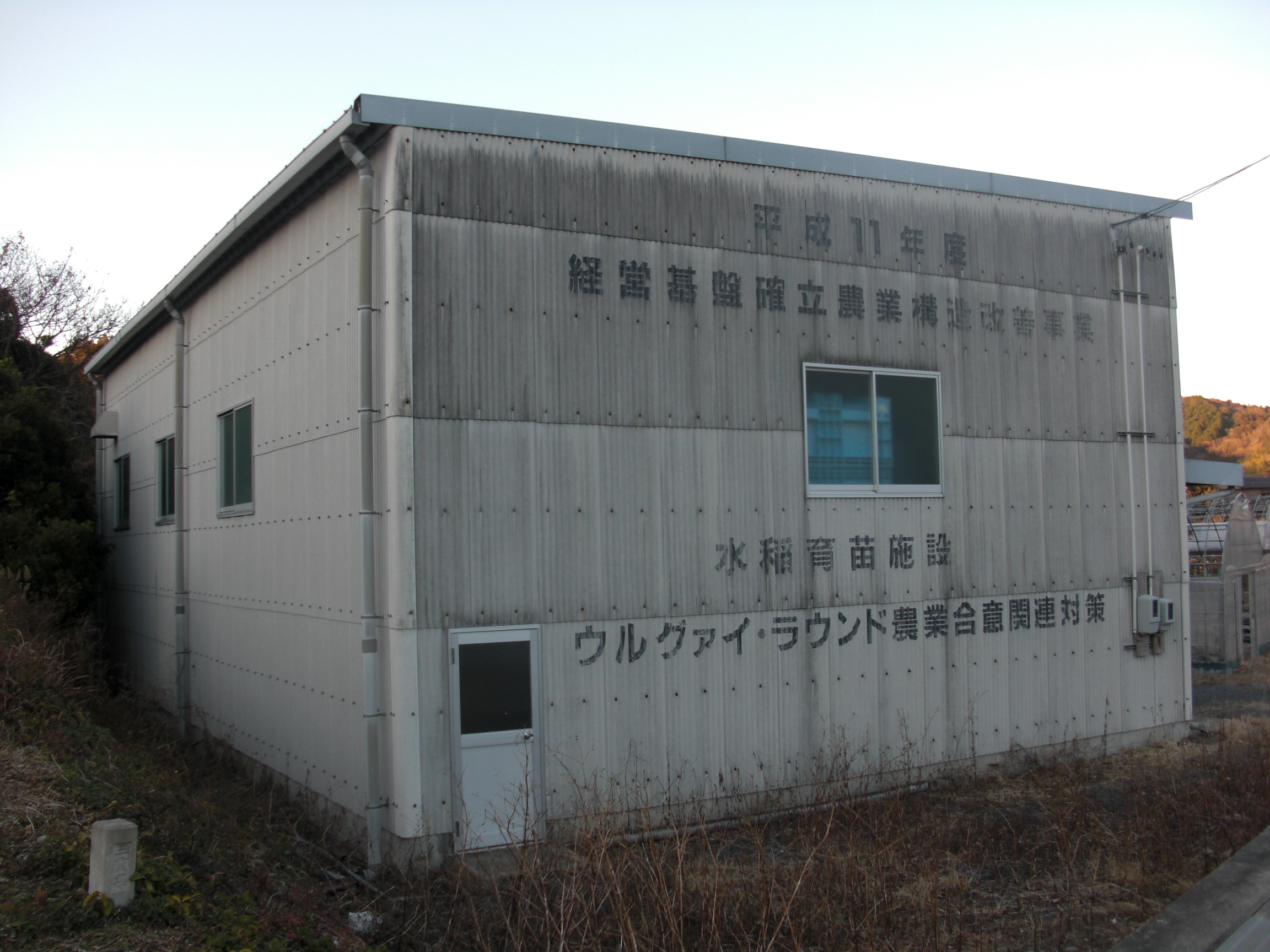
ウルグアイ・ラウンド対策で建設された育苗施設（三重県志摩市）

ウルグアイ・ラウンド（Uruguay Round、1986年 - 1994年）は、世界貿易上の障壁をなくし、貿易の自由化や多角的貿易を促進するために行われた多国間通商交渉。
ウルグアイの保養地であるプンタ・デル・エステで1986年に開始宣言されたことからこの名がついた。
1944年のブレトン・ウッズ協定によって成立したGATT・IMF体制の下に行われた通商交渉としてはケネディ・ラウンド、東京ラウンドと並び知られている。

## 概要
1948年に発足したGATTは、1970年代までに7回の貿易・関税交渉を行い、関税引下げなどに自由貿易の推進に一定の成果をあげてきた。しかし1980年代に入って、各国で保護主義の動きが高まり、また商品貿易以外の国際取引が増加するなど、国際貿易を巡る状況の変化によって、あらたな交渉の必要性が生じてきた。これを受けて第8回目の貿易交渉として始まったのがウルグアイ・ラウンドである
この協議ではサービス貿易や知的所有権の扱い方、農産物の自由化などについて交渉が行われた。中でも農業分野交渉が難航し、将来的に全ての農産物を関税化に移行させること、最低輸入機会（ミニマム・アクセス）を決定するにとどまり、完全な自由化には至らなかった。
この協議によってGATTを改組して世界貿易機関(WTO)を設立することが決定され、また貿易に関連する投資措置に関する協定 （TRIM）、サービスの貿易に関する一般協定（GATS）、知的所有権の貿易関連の側面に関する協定（TRIPS協定）が成立した。
これにより加盟国は、パフォーマンス要求の一部を廃止することやサービス貿易の一形態であるサービス産業の現地進出に対して、規制緩和することなどの義務を負うことになった。しかし、これらは先進国が想定する投資ルールのごく一部をカバーするにとどまっており、包括的な投資ルールの策定に向けた交渉の開始が期待されている。
サービス分野や知的財産権も交渉対象となった。
ウルグアイ・ラウンドの結果に落胆した発展途上国の反発により、当初新多角的貿易交渉（新ラウンド）立ち上げを計画した1999年10月 - 11月のシアトル閣僚会議では、新ラウンドを開始出来ず頓挫した。

## GATT/WTOの多角的貿易交渉
- 第1回（1948年、ジュネーヴ）
- 第2回（1949年、アヌシー）
- 第3回（1951年、トーキー）
- 第4回（1956年、ジュネーヴ）
- 第5回 ディロン・ラウンド（1960年 - 1961年）
- 第6回 ケネディ・ラウンド（1964年 - 1967年）
- 第7回 東京ラウンド（1973年 - 1979年）
- 第8回 ウルグアイ・ラウンド（1986年 - 1994年）
- 第9回 ドーハラウンド（2001年 - ）

## 日本における対応
日本におけるウルグアイ・ラウンド合意の影響を緩和するため、細川内閣は事業費6兆100億円、国費2兆6,700億円のウルグアイラウンド農業合意関連国内対策事業費を予算執行した。しかし、予算の5割強は農業農村整備事業（土地改良事業などの公共事業）に用いられ、日本の農業強化にはならなかった。JC総研の今村奈良臣所長は「その殆どは色々な建物や施設に使われたが、多くは朽ち果てているか使っていない」と述べている。